# IC 5358/1
IC 5358/1 је елиптична галаксија у сазвијежђу Вајар која се налази на листи објеката дубоког неба у Индекс каталогу.
Деклинација објекта је - 28° 8' 29" а ректасцензија 23h 47m 45,1s. Привидна величина (магнитуда) објекта IC 5358 износи 12,5 а фотографска магнитуда 13,5. IC 53581 је још познат и под ознакама ESO 471-19, MCG -5-56-13, DRCG 54-42, PGC 72441.